# Within the Cup
Within the Cup è un film muto del 1918 diretto da Raymond B. West.

## Trama

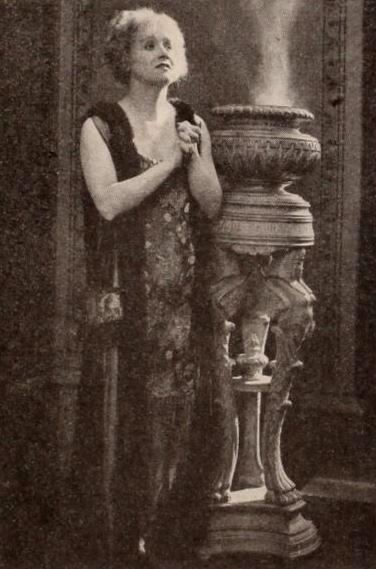
Bessie Barriscale

Le sue aspirazioni artistiche portano Thisbe Lorraine, una ragazza americana, ad andare a Parigi. Qui, incontra e si innamora di Ernst Faber, un nobile tedesco. Costui, dopo averla illusa e sedotta, la pianta. Tisbe, allora, decide di tornarsene in patria e mettere a frutto le sue esperienze europee scrivendo dei romanzi. A New York, i suoi libri sul sesso le portano la notorietà e un bel mucchio di denaro.
Al Greenwich Village, in un locale, Tisbe incontra Tea Cup Ann, una indovina che le predice un futuro infelice. Quando Tisbe incontra l'amore nella persona dello scultore Le Saint Hammond, tutto sembra andare per il meglio. L'artista le chiede di posare per lui, per la statua di Psiche cui sta lavorando. Ma lo scoprire il passato peccaminoso della sua modella lo sconvolge. La manda via e si dà al bere.
L'infelice Tisbe vede che le predizioni di Tea Cup Ann si stanno avverando. Ma ritrova tutta la gioia di vivere quando Hammond, finalmente, torna da lei.

## Produzione
Il film fu prodotto dalla Paralta Plays Inc.

## Distribuzione
Distribuito dalla General Film Company attraverso la W.W. Hodkinson, uscì nelle sale cinematografiche USA il 1º marzo 1918. In Finlandia, dove venne presentato il 16 febbraio 1920, fu distribuito con il titolo Ennustus